# شتيفان مابوس
شتيفان مابوس (بالألمانية: Stefan Mappus) (مواليد 4 نيسان 1966) سياسي ألماني سابق من الاتحاد الديمقراطي المسيحي (CDU). كان رئيس الوزراء الثامن لولاية بادن فورتمبيرغ 2010-2011  ورئيس الحزب هناك 2009-2011.
بعد خسارة انتخابات ولاية بادن فورتمبيرغ، أعلن مابوس عام 2011 استقالته من رئاسة الحزب. حالياً هو عضو في مجلس المستشارين لمؤسسة Global Panel Foundation، وهي منظمة غير حكومية تعمل من وراء الكواليس في مناطق الأزمات في جميع أنحاء العالم.

## روابط خارجية
- شتيفان مابوس على موقع مونزينجر (الألمانية)